# Albino Vargas
Albino Vargas Barrantes (Alajuelita, 3 de abril de 1956) es un sindicalista costarricense, y Secretario General de la Asociación Nacional de Empleados Públicos y Privados (ANEP) desde 1991. Vargas ha sido conocido por distintas posturas como la oposición al TLC con Estados Unidos, al «Combo ICE», a los recortes en el presupuesto estatal y los altos salarios de los empleados de la casta de privilegiados del sector público, y al Plan Fiscal. Durante 28 años fue empleado de gobierno. En el 2018, se pensionó. 
Y todo esto sin tener ninguna carrera universitaria. 
Vargas inició su activismo político participando de las protestas estudiantiles contra la concesión de Alcoa en 1970. Luego militó por algunos años en el Partido Liberación Nacional, para después adherirse a la coalición de izquierdas Pueblo Unido y al partido comunista Vanguadia Popular hasta 1986. Según él, la Huelga General de Adaptación Social de junio de 1984, la cual defendía los derechos de los trabajadores penitenciarios, fue su primera dentro de la ANEP.
Durante los años 2018 y 2019 lidera distintas manifestaciones contra el gobierno de turno, donde su principal pancarta de lucha era contra el proyecto de Ley de Fortalecimiento de las Finanzas Públicas. para el país, alrededor de 12 millones de dólares en exportaciones.
El día 3 de junio de 2020 a las 12:51 es arrestado en el cantón de Talamanca después de un altercado con personeros de la Municipalidad del cantón. El arresto se dio mientras Vargas otorgaba una entrevista telefónica en vivo al noticiero de Repretel Canal 6. Horas después, fue puesto en libertad. En los meses siguientes, manifestó no estar de acuerdo ni con el Tren Eléctrico ni con la implementación de más impuestos.